# Андрухович Софія Юріївна
Софі́я Ю́ріївна Андрухо́вич (нар. 17 листопада 1982, Івано-Франківськ, Українська РСР) — українська письменниця, перекладачка й публіцистка.

## Біографія
Народилася 17 листопада 1982 року в Україні в Івано-Франківську в родині письменника Юрія Андруховича.
Закінчила природничий ліцей в рідному місті (2000) та Українську академію друкарства.
Співредакторка часопису «Четвер». Має низку публікацій у періодиці. Стипендіатка програми Вілли Деціуша у Кракові (2004). Мешкає в Києві.
Одружена з письменником Андрієм Бондарем. 10 березня 2008 року народила дочку Варвару.

## Твори

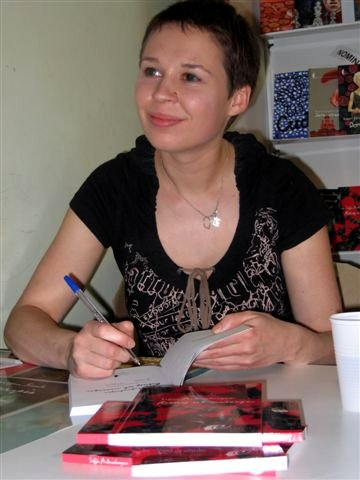
Софія Андрухович у Варшаві, 20 травня 2007 року

### Прозові твори
- «Літо Мілени» (К.: «Смолоскип», 2002).
- «Старі люди» (Івано-Франківськ: «Лілея-НВ», 2003).
- «Жінки їхніх чоловіків» (Івано-Франківськ: Лілея-НВ, 2005).
- «Сьомга» (Київ: Нора-друк, 2007).
- «Фелікс Австрія» (Львів: Видавництво Старого Лева, 2014).
- «Сузір'я Курки» (Львів: Видавництво Старого Лева, 2016) у співавторстві з Мар'яною Прохасько.
- «Амадока» (Львів: Видавництво Старого Лева, 2020).
- «Катананхе» (Київ: Комубук, 2024[3]).

### Переклади
- Мануела Ґретковська. «Європейка». Переклад із польської. «Нора-Друк», 2006.
- Клайв Стейплз Льюїс. «Принц Каспіян». Переклад з англійської. «Проспект», 2008
- Клайв Стейплз Льюїс. «Подорож Досвітнього мандрівника». Переклад з англійської. «Проспект», 2008

- Дж. К. Роулінґ. «Гаррі Поттер і келих вогню». Переклад із англійської разом з Віктором Морозовим.

- Пітер Тейлор.  «Розмови з терористами». Переклад із англійської. Київ: Темпора, 2014

- Айн Ренд. «Атлант розправив плечі». Переклад із англійської(ч.2 і 3) Київ: Наш Формат, 2015

- Кадзуо Ішіґуро. «Не відпускай мене». Переклад із англійської. «Видавництво Старого Лева», 2016.
- Тоні Джадт. Коли змінюються факти. Переклад: Софія Андрухович. — Львів: видавництво «Човен», 2021.[4]
- Тоні Джадт. Шале пам'яті. Переклад: Софія Андрухович. — Львів: видавництво «Човен», 2022.[5]

## Відзнаки та стипендії
- 2012, 2016 — стипендіатка Міністра культури Республіки Польща (стипендія Gaude Polonia)
- 2014 — спеціальна відзнака Форуму видавців у Львові (роман «Фелікс Австрія»)
- 2014 — ЛітАкцент року (роман «Фелікс Австрія»)
- 2014 — Книга року Бі-Бі-Сі (роман «Фелікс Австрія»)
- 2015 — літературна премія імені Джозефа Конрада-Коженьовського[6]
- 2015 — премія Фонду Лесі та Петра Ковалевих (роман «Фелікс Австрія»)
- 2017 — літературна премія Вишеградського Східного партнерства (VEaPLA) (роман «Фелікс Австрія»)[7]
- 2017 — книжка «Сузір'я Курки» Софії Андрухович та Мар'яни Прохасько увійшла до каталогу книжкових рекомендацій у галузі міжнародної дитячої та юнацької літератури «Білі круки 2017» («WhiteRavens 2017»)[8]
- 2020 — ЛітАкцент року (роман «Амадока)[9]
- 2020 — Книжка року, номінація «Красне письменство» (роман «Амадока)[10]
- 2023 — Премія імені Шолом-Алейхема (роман «Амадока)[11]

## Громадська позиція
Підписала петицію до президента Росії з вимогою звільнити українського режисера Олега Сенцова.